# آسلی گونزالس
آسلی گونزالس (اسپانیایی: Asley González‎؛ زادهٔ ۵ سپتامبر ۱۹۸۹) جودوکار اهل کوبا است.
وی در مسابقات کشوری و بین‌المللی در مجموع برندهٔ ۳ مدال طلا، ۶ مدال نقره، ۱ مدال برنز شده‌است.